# Яковлева, Людмила Алексеевна
Людми́ла Алексе́евна Я́ковлева (30 апреля 1908, Санкт-Петербург, Российская империя — ?) — французская балерина, актриса, модель. Сестра Татьяны Яковлевой.

## Биография
Родилась 30 апреля 1908 года в Санкт-Петербурге.
В 1911 году переехала с семьёй в Пензу, где жила до 1929 года. Окончила студию пластических танцев И. В. Быстрениной.
В 1930 году эмигрировала во Францию.
В 1930-е годы выступала как балерина в концертах. Танцевала на благотворительном вечере в пользу Общества сибиряков и дальневосточников (1931), на балу Кают-компании морских офицеров (1931), концертах, организованных Русской академической группой и др. В 1933 году входила в состав танцевальной группы театра «Летучая мышь» Никиты Балиева. В 1934 году участвовала в благотворительном спектакле балетной студии Юлии Седовой в Каннах.
В 1931 году Людмила Яковлева была избрана заместительницей «Мисс России» Марины Шаляпиной на конкурсе журнала «Иллюстрированная Россия» на звание «Мисс Россия».
По слухам, которые, не проверяясь, циркулировали в русскоязычной среде до 2000-х годов и не соответствовали истине, Людмила Яковлева была «Мисс Францией» и в 1932 году победила на конкурсе красавиц в Париже «Мисс Европа». Источником этих слухов могла быть самая Яковлева.

## Семья и родственные связи
- Дед со стороны отца — Евгений Александрович Яковлев (1857—1898), российский инженер, изобретатель отечественного двигателя внутреннего сгорания. Основатель и владелец первого российского завода газовых и керосиновых двигателей (ныне завод «Вулкан»).
- Бабушка со стороны отца — Софья Петровна Кузьмина (?—1939), российский математик.
- Дед со стороны матери — Николай Сергеевич Аистов (1853—1916), российский артист балета, режиссёр балетной Петербургской императорской труппы.
- Родители:
  - Отец — Алексей Евгеньевич Яковлев (1881—1950, по другим сведениям 1964), российский архитектор.
  - Мать — Любовь Николаевна Яковлева (урождённая Аистова).
- Дядя — Александр Евгеньевич Яковлев (1887—1938), русский художник.
- Тётя — Александра Евгеньевна Яковлева (сценический псевдоним Сандра, 1889—1979), российская и французская оперная певица, вокальный педагог.
- Сестра — Татьяна Алексеевна Яковлева (1906—1991), французский и американский модельер женской одежды, художник-дизайнер. Возлюбленная и адресат двух любовных стихотворений Владимира Маяковского в 1928—1929 годах.
- Единокровный брат (от брака отца с Зинаидой Васильевой) — Евгений Алексеевич Яковлев.
- Племянница — Франсин дю Плесси Грей (урождённая дю Плесси, 1930—2019), американская писательница.

### Книги
- Тюрин Юрий. Татьяна. Русская муза Парижа. — М.: Гелеос, 2006. — 232 с. — ISBN 5-8189-0734-1.

### Статьи
- Крашенинников А. Ф., Савин О. М. Яковлевы // Пензенская энциклопедия  / Гл. ред. К. Д. Вишневский. — М.: Большая Российская энциклопедия, 2001. — ISBN 5-85270-234-X.